# Eduard Sachau
Carl Eduard Sachau, född den 20 juli 1845 i Neumünster, död den 17 september 1930 i Berlin, var en tysk orientalist.
Sachau blev 1869 extra ordinarie och 1872 ordinarie professor i semitiska språk vid universitetet i Wien, 1876 professor i orientaliska språk i Berlin, vistades 1879-80 för vetenskapliga forskningar i Syrien och Mesopotamien, utnämndes 1887 till direktor för det nyinrättade seminariet för orientaliska språk i Berlin och företog 1897-98 en forskningsresa till Babylonien och Assyrien. Både som vetenskaplig författare och akademisk lärare var Sachau mycket framstående; i sina egna skrifter behandlade han företrädesvis de arameiska dialekterna, i synnerhet syriskan, men därjämte sträckte sig hans forskningar även till arabisk och eransk filologi. Även svenska orientalister studerade vid universitetet och seminariet i Berlin, och på den samtida semitiska forskningen i Sverige utövade Sachau ett ganska betydande inflytande. Det orientaliska seminariets kraftiga utveckling under de första trettio åren av sin tillvaro var likaledes till stor del Sachaus förtjänst. 
Bland hans skrifter märks Gawâlîkîs Almuʿarrab (om lånord i arabiskan, 1867), Inedita syriaca. Eine Sammlung syrischer Übersetzungen von Schriften griechischer Profanliteratur (1870), Chronologie orientalischer Völker von Al-bîrunî (1878), Chronology of Ancient Nations, an English Version of the Arabic Text of the Âthâr-ul-bâkiya of Albîrunî or Vestiges of the Past, Translated and Edited, with Notes and Index (1879), Syrisch-römisches Rechtsbuch aus dem fünften Jahrhundert (tillsammans med K.G. Bruns, 1880), Reise in Syrien und Mesopotamien (1883), Alberuni’s India, an Account of the Religion, Philosophy, Literature, Chronology, Astronomy, Customs, Laws and Astrology of India about A. D. 1030 (arabisk text, 1887; jämte engelsk översättning, 2 delar, 1888, ny upplaga 1910), Catalogue of the Persian, Turkish, Hindustani, and Pushtu Manuscripts in the Bodleian Library, I. The Persian Manuscripts (fortsatt och utgivet av Hermann Ethé, Oxford 1889), Aramäische Papyrus und Ostraka aus einer jüdischen Militär-Kolonie zu Elephantine (2 band, 1911) och Denkschrift über das Seminar für orientalische Sprachen (1912). 
Därtill kommer Skizze des Fellichi-Dialekts von Mosul (i "Abhandlungen der kgl. preussischen Akademie der Wissenschaften" 1895), Muhammedanisches Recht nach schafiitischer Lehre ("Lehrbücher des Seminars für orientalische Sprachen", band 17, 1897), Verzeichniss der syrischen Handschriften ("Die Handschriften-Verzeichnisse der kgl. Bibliothek zu Berlin", band 23, 2 delar, 1899), Am Euphrat und Tigris (1900), Syrische Rechtsbücher (3 delar, 1907-14), Drei aramäische Papyrusurkunden aus Elephantine (i 
"Abhandlungen der kgl. preussischen Akademie der Wissenschaften" 1907) samt många uppsatser i preussiska vetenskapsakademiens "Sitzungsberichte" och andra periodiska publikationer. Dessutom var Sachau redaktör för "Lehrbücher des Seminars für orientalische Sprachen zu Berlin", "Archiv für das Studium deutscher Kolonialsprachen", "Mitteilungen des Seminars für orientalische Sprachen zu Berlin" och preussiska vetenskapsakademiens edition av "Ibn Saad, Biographien Muhammeds, seiner Gefährten und der späteren Träger des Islams", där han själv bearbetade band III, 1 (1904). Han tillägnades "Festschrift Eduard Sachau zum siebzigsten Geburtstage gewidmet von Freunden und Schülern. In deren Namen herausgegeben von Gotthold Weil" (1915).